# Pittosporum neelgherrense
Pittosporum neelgherrense är en tvåhjärtbladig växtart som beskrevs av Robert Wight och Arn. Pittosporum neelgherrense ingår i släktet Pittosporum och familjen Pittosporaceae. Inga underarter finns listade.